# Aymon (évêque de Belley)
Pour les articles homonymes, voir Aymon et Aymon de Savoie (homonymie).
Aymon, mort vers ou après 1044, est un évêque de Belley de la première moitié du XIe siècle. Son origine fait débat, notamment concernant son appartenance à la dynastie des Humbertiens.

## Biographie

### Origines incertaines
Les origines d'Aymon (Aymo) ne sont pas connues et plusieurs hypothèses sont avancées. Pour plusieurs auteurs,, Aymon pourrait-être le second fils du comte en Maurienne et des Belleysans, Amédée Ier († v. 1051/1060), fils du comte Humbert, et ainsi appartenir à la famille des Humbertiens.
La filiation avancée pour lier Aymon aux Humbertiens repose sur une note manuscrite accompagnant une charte non datée. L'auteur de la notice de la Foundation for Medieval Genealogy souligne que cette note est incorrecte, puisque son auteur confond Amédée III avec Amédée Ier, et qu'un siècle les sépare.
Une seconde hypothèse serait qu'il soit le fils du comte [de Belley] Amédée († v. 976/990).
Si sa filiation avec les Humbertiens est avérée, il doit très probablement être le neveu de son prédécesseur sur le siège du diocèse de Belley, Odon († av. 1029).

### Épiscopat
Aymon est évêque de Belley, Aymo Bellicensis episcopus. Il est mentionné dans deux actes d'échange de l'année 1032, avant le 6 septembre.